# NC State Wolfpack

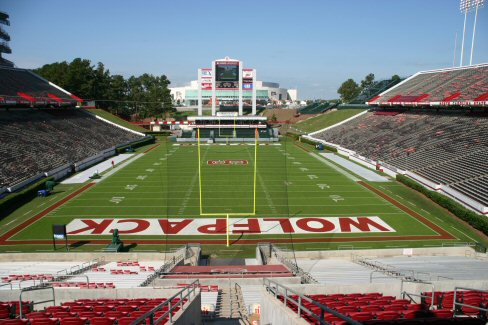
Carter–Finley Stadium.

NC State Wolfpack (español: Manada de lobos del Estado de Carolina del Norte) es el nombre de los equipos deportivos de la Universidad Estatal de Carolina del Norte, ubicada en Raleigh, Carolina del Norte, Estados Unidos. Los equipos de los Wolfpack participan en las competiciones universitarias organizadas por la NCAA, y forma parte de la Atlantic Coast Conference. 
El equipo más exitoso es el de baloncesto masculino, que ha logrado el título nacional en 1974 y en 1983. También han ganado 10 títulos de conferencia. De esta universidad han salido grandes baloncestistas como David Thompson y Tom Gugliotta. Existe una gran rivalidad entre los Wolfack y North Carolina Tar Heels.